# 人类蛋白质组计划
人类蛋白质组计划（Human proteome project，缩写：HPP）是由人类蛋白质组组织（HUPO）协调的合作计划，目标是通过实验观察所有从人类基因组翻译序列产生的蛋白质。

## 历史
人类蛋白质组组织已成为许多长期运行的蛋白质组学研究项目的协调机构，这些研究项目与临床兴趣的特定人体组织有关，如血浆，肝，脑，和尿。它还负责与蛋白质大规模研究相关的具体技术和标准。
在科学文献中，将平行于人类基因组计划的一个更大项目的结构和目标被辩论。经过2009年、2010年和2011年世界大会和一系列会议，人类蛋白质组组织将人类蛋白质组计划分为两个子项目C-HPP和B/D-HPP进行。其中C-HPP将分成25工作组，每个人类染色体1个工作组。而B/D-HPP将按照蛋白质的生物学和疾病相关性进行分组。

## 项目和工作组
当前设定的工作组列举如下（取自www.c-hpp.org （页面存档备份，存于）），按照染色体顺序排序。
| 染色体 | 组长                 | 所属机构国家或地区       |
| ------ | -------------------- | ------------------------ |
| 1      | Fuchu He             | 中国                     |
| 2      | Lydie Lane           | 瑞士                     |
| 3      | Toshihide Nishimura  | 日本                     |
| 4      | Yu Ju Chen           | 台湾                     |
| 5      | Rainer Bischoff      | 荷兰                     |
| 6      | Paul Keown           | 加拿大                   |
| 7      | Mark Baker           | 澳大利亚、新西兰         |
| 8      | Pengyuan Yang        | 中国                     |
| 9      | Je-Yoel Cho          | 韩国，汉城               |
| 10     | Joshua Labaer        | 美国                     |
| 11     | Jong Shin Yoo        | 韩国                     |
| 12     | Visith Thongboonkerd | 印度、新加坡、台湾、泰国 |
| 13     | Young Ki Paik        | 韩国                     |
| 14     | Jérôme Garin         | 法国                     |
| 15     | Gilberto B Domont    | 巴西                     |
| 16     | Fernando Corrales    | 西班牙                   |
| 17     | Bill Hancock         | 美国                     |
| 18     | Alex Archakov        | 俄国                     |
| 19     | Gyorgy Marko Varga   | 瑞典                     |
| 20     | Siqiu Liu            | 中国                     |
| 21     | Daniel Figeys        | 加拿大                   |
| 22     | Charles Lee          | 美国                     |
| X      | Tadashi Yamamoto     | 日本                     |
| Y      | Hosseini Salekdeh    | 伊朗                     |
| MT     | Andrea Urbani        | 意大利                   |

## 计算资源
由Eric Deutsch领导的、美国西雅图系统生物研究所（PeptideAtlas）的小组正在提供基于MS/MS的蛋白质组学结果的数据简化、分析和验证。与抗体方法相关的数据处理由在瑞典斯德哥尔摩的Kalle von Feilitzen（Human Protein Atlas）进行协调。在瑞士日内瓦SIB的Lydie Lane负责整体整合和报告信息（NeXtProt）。生成的所有数据都存入ProteomeXchange数据库，作为HPP贡献的一部分。

## 现状
正在进行的按照染色体为基础的人类蛋白质组计划是《蛋白质组研究杂志》（Journal of Proteome Research）特刊（2014年1月3日，第13卷，第1期）的主题。整个项目的状态是在该期上的社论讨论。
一个单独的CHPP-维基 （页面存档备份，存于）已经被该项目的生物信息学组建立维护当前项目的信息，包括会议、活动、标准操作程序和其他特殊资源的个体染色体团队。
与蛋白质观察相关的置信水平的指标是本项目的关键组成部分。如何定义对所使用的各种实验协议有意义的指标是正在进行的辩论的主题：目前的共识度量已经被发布。
描述项目最新状况的杂志文章，并宣布推出“Missing ProteinPedia”可以在这里被发现。

## 参阅
- 蛋白质组
- 蛋白质组学
- BioPlex（英语：BioPlex）